# Ibn Abd al-Hakam
Abdul Kasim Abd ar-Rahman bin Abdulah bin Abd al-Ḥakam (arabsko أبو القاسم عبد الرحمن بن عبد الله بن عبد الحكم), ali enostavno Ibn Abd al-Hakam (arabsko ابن عبد الحكم) je bil arabski zgodovinar, * 803 (187 po hidžri), Fustat, Egipt, Abasidski kalifat, † 871 (257 po hidžri), Fustat, Egipt, Abasidski kalifat.
Napisal je delo, na splošno znano kot Osvojitev Egipta, severne Afrike in Španije (Andaluzije), arabsko فتح مصر و المغرب و الاندلس‎ (Futūḥ mișr wa'l maghrab wa'l andalus), ki se šteje za eno od najzgodnejših ohranjenih arabskih islamskih zgodovin.

## Življenje
Ibn Abd al-Hakam je bil iz arabske družine. Oče Abdulah in brat Mohamed sta bila v zgodnjem 9. stoletju vodilni egiptovski avtoriteti na področju malikitskega islamskega prava. Po očetovi smrti je družino preganjal kalif Al-Vathik zaradi pripadnosti ortodoksnemu nauku. Zgodnji tradicionalisti in zgodovinarji so ju veliko citirali, vendar so ju zaradi družinske sramote le redko omenjali po imenu. Med vladanjem kalifa Al-Mutavakila so bili zgodovinar in njegovi bratje obtoženi poneverbe podedovanega posestva in aretirani. Eden od bratov je med mučenjem celo umrl.
Strogo gledano je bil Ibn Abd al-Haham tradicionalist in ne čisti in splošni zgodovinar. Zanimali so ga predvsem zgodovinski dogodki, povezani z zgodnjimi muslimanskimi običaji, s katerimi je lahko poučeval islamsko pravo. Njegovi viri so bile knjige, ki so jih sestavili zelo zgodnji tradicionalisti in so zdaj izgubljene, in ustni viri, med njimi njegov oče.

## Dela
Za štiri ohranjene rokopise avtorjevega zgodovinskega dela velja, da izhajajo iz istega izvirnika, ki ga je morda napisal eden od njegovih učencev. Dva imata preprost naslov Futūḥ mișr (arabsko فتح مصر‎, Osvajanje Egipta), eden je naslovljen Futūḥ mișr wa akhbārahā (arabsko فتح مصر و أخباره أخباره, Nekaj o osvojitvi Egipta), eden pa ima popolnejši naslov, naveden na začetku tega članka.
Kritično izdajo celotnega arabskega besedila je objavil Charles Torrey, ki je pred tem v angleščino prevedel severnoafriški del besedila. Kratek del,  ki zajema samo muslimansko osvajanje Španije, je v angleščino prevedel John Harris Jones. Španski in severnoafriški del so številni zgodovinarji prevedli tudi v francoščino in španščino. Ti deli predstavljajo le majhen del knjige. Večina dela je posvečena legendarni predislamski zgodovini Egipta, muslimanskemu osvajanju Egipta, muslimanskemu osvajanju severne Afrike, zgodnjim muslimanskim naseljem in prvim islamskim sodnikom.
Njegovo delo je skoraj neprecenljiv vir, saj je verjetno najzgodnejši arabski opis islamskih osvajanj držav, ki jih omenja. Ker je bilo napisano približno 200 let po opisanih dogodkih, so dejstva v veliki meri pomešana s kasnejšimi legendami.